# Hugo Lilja
Hugo Lilja, född den 1 augusti 1979, är en svensk regissör och manusförfattare.

## Biografi
Lilja och Pella Kågerman har tillsammans skapat flera kortfilmer. 2019 hade deras första gemensamma långfilm, Aniara, biopremiär i Sverige. Vid  Guldbaggegalan 2020 tilldelades duon en Guldbagge för bästa regi. Filmen vann priser i ytterligare tre kategorier. Kågermans och Liljas långfilm Egghead Republic har premiär 2025 på Toronto International Film Festival.